# フロア計算
フロア計算とは、所要自己資本の額の下限（フロア）を算定し、自己資本比率の分母の額を調整することである。

国際的な銀行間の比較可能性のため、以下の銀行は、「旧所要自己資本の額」に80%を乗じて得た額が「新所要自己資本の額」を上回る場合には、当該上回る額を8パーセントで除して得た額（12.5を乗じて得た額）を自己資本比率の算式の分母に加えなければならない（フロア調整）。

・2008年3月31日前に基礎的内部格付手法採用していた銀行並びに先進的内部格付手法採用行であって先進的内部格付手法の使用の開始の直前まで旧告示により自己資本比率を計算している銀行

・2008年3月31日に先進的計測手法採用行になる銀行

「旧所要自己資本の額」

国際統一基準行の連結自己資本比率の場合、旧告示第一条の算式の分母の額に8パーセントを乗じて得た額、旧告示第四条第一項に掲げるのれんに相当する額（正の値に限る。）、営業権に相当する額及び企業結合又は子会社株式の追加取得により計上される無形固定資産に相当する額並びに旧告示第四条第七項及び第七条に定めるところにより控除されることとなる額 の合計額から旧告示第五条第一項第三号に掲げる額を控除した額をいう。

国際統一基準の単体自己資本比率の場合、旧告示第十一条の算式の分母の額に8パーセントを乗じて得た額、旧告示第十四条第一項に掲げるのれんに相当する額（正の値に限る。）、営業権に相当する額及び企業結合により計上される無形固定資産に相当する額並びに旧告示第十四条第八項及び第十七条に定めるところにより控除されることとなる額 の合計額から旧告示第十五条第一項第三号に掲げる額を控除した額をいう。

「新所要自己資本の額」

新告示第十三条第六項、第二十四条第六項、第三十六条第六項及び第四十七条第六項に規定する新所要自己資本の額をいう。

平成十八年金融庁告示第十九号　附則第九条を参照

内部格付手法採用行は、次の各号に掲げる期間において、信用リスクに係る旧所要自己資本の額に当該各号に定める率を乗じて得た額が新所要自己資本の額を上回る場合には、当該乗じて得た額から新所要自己資本の額を控除した額に12.5を乗じて得た額（信用リスク・アセット調整額）を自己資本比率の算式の分母に加えなければならない。 

一  内部格付手法の使用を開始した日以後一年間  90パーセント 

二  内部格付手法の使用を開始した日から一年を経過した日以後一年間  80パーセント

先進的計測手法採用行は、次の各号に掲げる期間において、オペレーショナル・リスクに係る旧所要自己資本の額に当該各号に定める率を乗じて得た額が新所要自己資本の額を上回る場合には、当該乗じて得た額から新所要自己資本の額を控除した額に12.5を乗じて得た額（オペレーショナル・リスク相当額調整額）を自己資本比率の算式の分母に加えなければならない。 
一  先進的計測手法の使用を開始した日以後一年間  90パーセント 

二  先進的計測手法の使用を開始した日から一年を経過した日以後一年間  80パーセント

内部格付手法採用行は、次の各号に掲げる期間において、信用リスクに係る旧所要自己資本の額に当該各号に定める率を乗じて得た額が新所要自己資本の額を上回る場合には、当該乗じて得た額から新所要自己資本の額を控除した額に12.5を乗じて得た額（信用リスク・アセット調整額）を自己資本比率の算式の分母に加えなければならない。
 
一  内部格付手法の使用を開始した日以後一年間  90パーセント 

二  内部格付手法の使用を開始した日から一年を経過した日以後一年間  80パーセント

 
先進的計測手法採用行は、次の各号に掲げる期間において、オペレーショナル・リスクに係る旧所要自己資本の額に当該各号に定める率を乗じて得た額が新所要自己資本の額を上回る場合には、当該乗じて得た額から新所要自己資本の額を控除した額に12.5を乗じて得た額（オペレーショナル・リスク相当額調整額）を自己資本比率の算式の母に加えなければならない。 
一  先進的計測手法の使用を開始した日以後一年間  90パーセント 

二  先進的計測手法の使用を開始した日から一年を経過した日以後一年間  80パーセント

平成十八年金融庁告示第十九号　13条、24条を参照

バーゼルⅢ実施後のフロアの取扱いは、2013年3月28日時点で、国際的な課題の一つであり、当該議論の結果によっては、日本での取扱いが変更となる可能性があることに留意。 

自己資本比率規制に関するＱ＆Ａ第9条－Q1参照を参照

まとめ

フロア調整額=（旧所要自己資本の額×80%-新自己資本の額）×12.5

旧所要自己資本=旧告示RWA×8%+旧Tier1控除（のれん・企業結合無形資産等）+旧控除項目（意図的保有・関連会社出資等）-貸倒引当金

新所要自己資本=新告示RWA×8%+CET1・AT1・T2の調整項目合計-貸倒引当金